# Делонг, Кэндис
Кэндис Делонг (англ. Candice DeLong, род. 16 июля 1950) — бывший американский криминальный профилировщик ФБР и автор бестселлеров. Делонг была ведущим специалистом по профилированию в Сан-Франциско, штат Калифорния, и работала над делом Унабомбера. В настоящее время она ведёт программы Investigation Discovery «Смертельные женщины» и «Лицом к лицу со злом с Кэндис Делонг» и подкаст «Killer Psyche» на Wondery.

## Ранние годы
Делонг родилась и выросла в Чикаго, штате Иллинойс, США, в семье отца-строительного подрядчика и матери-домохозяйки. Повзрослев, Делонг заявила, что её отец сказал ей выбрать практическую карьеру. Прежде чем заняться криминальным профилированием, Делонг работала психиатрической медсестрой в больнице Северо-Западного университета в Чикаго, штат Иллинойс. Однако к тому времени, когда ей исполнилось 28 лет, она была разведённой с маленьким сыном. Желая начать новую карьеру, Делонг в 1980 году отправилась в Куантико, штат Виргиния, чтобы поступить в учебную академию ФБР. Она была одной из семи женщин-новобранцев. Делонг работала в чикагском офисе ФБР после окончания Куантико. Делонг заявила, что использовала юмор, чтобы снять напряжение во время работы.
Она утверждала, что три её карьерные цели были следующими: «быть связанной с известным национальным преступником, я хотела задержать серийного убийцу и хотела спасти жертву похищения живой».

## Карьера
В 1982 году Делонг стала участвовать в расследовании убийств Чикагского отравителя, в ходе которых семь человек погибли от капсул тайленола, содержащих цианистый калий. Хотя никому не было предъявлено обвинение в отравлении, инцидент привёл к новой упаковке для безрецептурных лекарств и федеральным законам о борьбе с фальсификацией. Что касается инцидента, Делонг заявила, что «вы можете поблагодарить тайленолового убийцу за то, что теперь для того, чтобы попасть в бутылку тайленола, требуется паяльная лампа».
В 1995 году Делонг была одним из трёх агентов ФБР, отобранных для организации розыска Унабомбера Теда Качински. Качински за 17 лет отправил 16 бомб в определённые районы, в результате чего погибли три человека. После ареста в 1995 году в Линкольне, штат Монтана, Делонг писала, что «его заботили только две вещи — его маленькая четверть акра собственности и убийство людей».
Делонг, член Целевой группы по похищению детей в Сан-Франциско, Калифорния, заявила, что величайший день в её карьере был, когда она смогла спасти девятилетнюю жертву похищения, которой дали крэк и заставили участвовать в детской порнографии. Узнав о местонахождении похитителя в поезде в Сан-Диего, штат Калифорния, мальчика спасли.
После выхода Делонг на пенсию в июле 2000 года из ФБР она опубликовала книгу под названием «Специальный агент: моя жизнь на передовой в качестве женщины в ФБР». В книге она обсуждает процесс криминального профилирования и то, как она помогала раскрывать громкие дела. Делонг также посвятила главу в своей книге личной безопасности, заявив, что «профилактика может быть такой же простой, как засов в вашем доме».
В первые дни расследования исчезновения Лейси Петерсон Делонг заявила в интервью Дайан Сойер в программе «Доброе утро, Америка», что муж Лейси Скотт Петерсон говорил о Лейси в прошедшем времени, хотя её тело ещё не было обнаружено. Сторонники Скотта также раскритиковали её за то, что она заявила, что беременная женщина из Лонгвью, штат Вашингтон, которая обратилась за помощью к продавцу магазина, не могла быть Лейси Петерсон, потому что женщина утверждала, что её похитили.
После оправдания Кейси Энтони в деле о смерти Кейли Энтони Делонг сказала Huffington Post, что обвинение, должно быть, оскорбило присяжных, потому что количества косвенных улик должно было быть достаточно, чтобы осудить Кейси.
В настоящее время Делонг ведёт две программы в сети Investigation Discovery: «Смертельные женщины» и «Лицом к лицу со злом с Кэндис Делонг». Она выступает в качестве эксперта по теме «Смертельные женщины», высказывая своё профессиональное мнение о женщинах, представленных в сериале. В «Лицом к лицу со злом» Делонг представила Дженнифер Реали, Дженнифер Хаятт, Сьюзен Грунд, Белинду Ван Кревель, Патрицию Олсен, Селесту Берд, Доун Сильвернейл, Эшли Хамфри, Джилл Койт, Рэйчел Уэйд, Ширли Джо Филлипс, Тионн Палмер, Дженнифер Бейли и Мелиссу Вановер внутри тюрьмы, обсуждая женский мотив убийства. У Делонг также есть подкаст на Wondery под названием «Killer Psyche», и она часто давала интервью Ронну Оуэнсу на радиостанции KGO в районе залива Сан-Франциско и на Fox News.